# Francisco Layna Serrano
Francisco Layna Serrano (Luzón, 27 de junio de 1893-Madrid, 8 de mayo de 1971) fue un médico e historiador español, cronista oficial de la provincia de Guadalajara. Sus obras constituyen algunos de los primeros estudios históricos sobre dicha provincia.

## Biografía
Nació en el municipio guadalajareño de Luzón el 27 de junio de 1893. El autor pasó sus primeros años en su localidad natal y en Ruguilla, adonde se trasladó su familia. Cursó bachillerato en el Instituto de Guadalajara y Medicina en la Universidad Central de Madrid. Como médico llegó a adquirir cierta fama en la especialidad de otorrinolaringología y como fundador de la Asociación Médico-Quirúrgica de Correos y Telégrafos.

No sería hasta los años 1930 cuando Layna Serrano emprendería su labor de historiador de la provincia de Guadalajara, de la que sería nombrado Cronista oficial en 1934. Su voluntad de recuperar la memoria histórica iba unida a una firme voluntad conservacionista del patrimonio histórico-artístico de la provincia. Llegaría por ello también a ser cronista de la ciudad de Guadalajara, miembro de la Real Academia de Bellas Artes de San Fernando y de la Hispanic Society of America –era uno de los escasos españoles que a principios del siglo XX dominaba el inglés– y recibió el Premio Fastenrath de la Real Academia Española y la Medalla de Oro de la Provincia de Guadalajara tras su muerte en 1971.

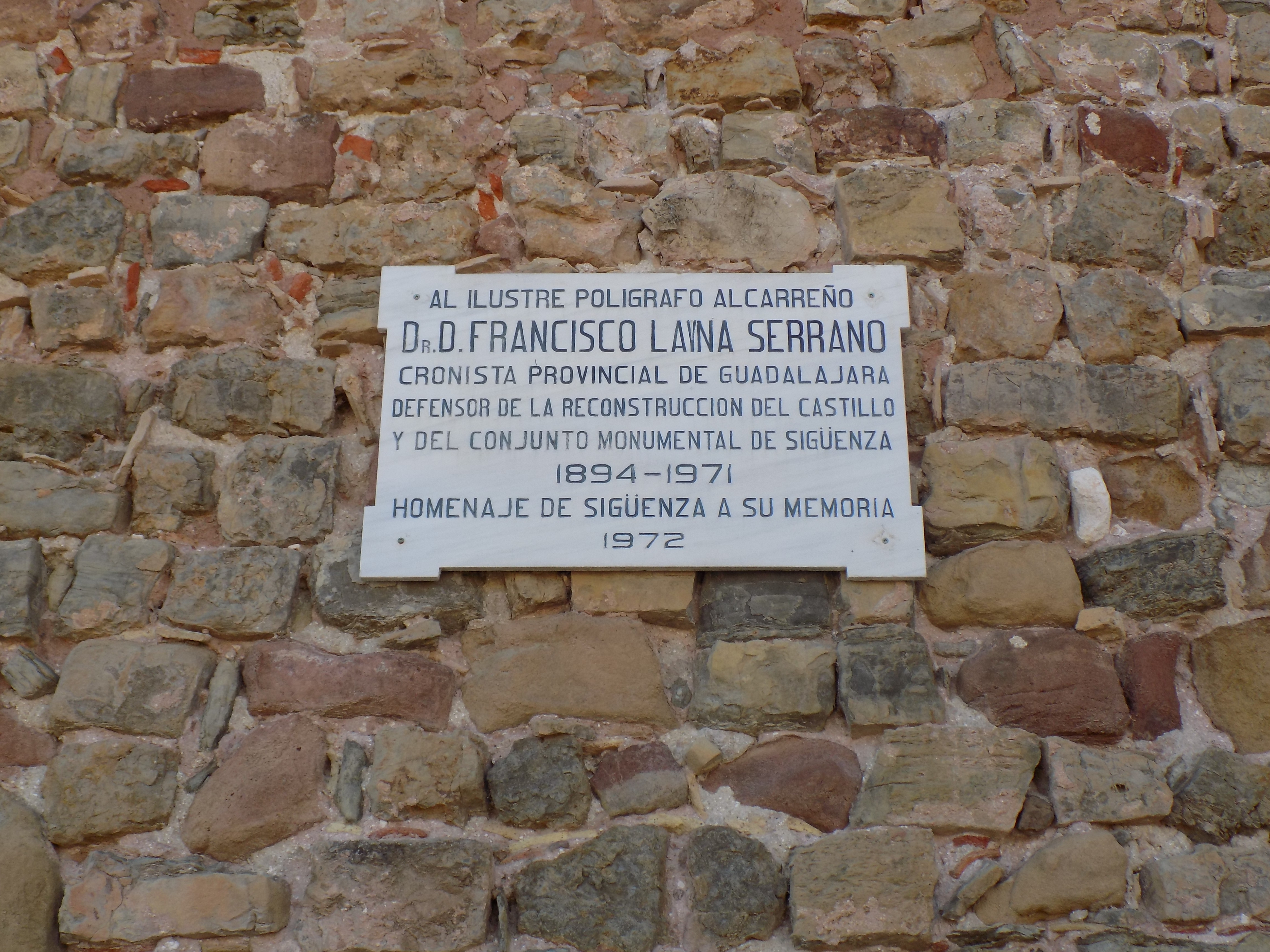
Placa en memoria de Francisco Layna en el exterior del castillo de Sigüenza.

En 1922 publicó su primera obra, El Monasterio de Ovila, una defensa del monumento, que había sido expoliado a raíz de su compra por el multimillonario estadounidense William Randolph Hearst, que trasladó parte de ello piedra a piedra a su mansión en California. 
En 1933 publicó Castillos de Guadalajara, fruto de la visita a cada una de las fortalezas de la provincia, dejando un interesante testimonio de su conservación y ubicación con anterioridad a la Guerra Civil. 
Finalmente, el año 1942 publicó Historia de Guadalajara y sus Mendozas en los siglos XV y XVI, fruto de una intensa investigación sobre la familia de los Mendoza. A partir de 1943 vieron la luz sus obras Los conventos antiguos de Guadalajara e Historia de la Villa de Atienza, ambos con datos muy reveladores sobre el desarrollo histórico provincial. Del mismo tipo es la Historia de la Villa de Cifuentes, publicada en 1955. 
Otra de sus obras de interés es La arquitectura románica en Guadalajara, precisamente por ser, junto a la referida a los conventos y los castillos, fruto de viajes por toda la provincia a los monumentos. 
Además Layna contribuyó con muchos otros artículos al conocimiento y difusión de la historia, la cultura y el patrimonio artístico de la provincia de Guadalajara. Como iniciador e historiador autodidacta y por vocación, su obra presenta alguna lagunas y deficiencias que la investigación posterior ha ido desvelando, aunque supone un inicio del interés por la memoria histórica de la provincia de Guadalajara. También escribió sobre La Rioja.
Falleció en Madrid el 8 de mayo de 1971.

## Obra
- El monasterio de Óvila (1932). Reedición: Aache ediciones, Guadalajara, 1988, ISBN 978-84-95179-02-9.
- Castillos de Guadalajara (1933). Reedición: Aache ediciones, Guadalajara, 1994, ISBN 978-84-87743-47-4.
- La arquitectura románica en la provincia de Guadalajara (1935). Reedición: Aache ediciones, Guadalajara, 2001, ISBN 978-84-95179-58-6.
- El Palacio del Infantado (1941). Reedición: Aache ediciones, Guadalajara, 1996, ISBN 978-84-87743-78-8.
- Historia de Guadalajara y sus Mendozas en los s. XV y XVI (1942). Reedición: Aache ediciones, Guadalajara, 1993, ISBN 978-84-87743-27-6.
- Los conventos antiguos de Guadalajara (1943). ISBN 978-84-00-00610-5.
- Historia de la Villa de Atienza (1945). Reedición: Aache ediciones, Guadalajara, 2004, ISBN 978-84-96236-25-7.
- La provincia de Guadalajara (1948), junto a Tomás Camarillo.
- Historia de la villa de Cifuentes (1955). Reedición: Aache ediciones, Guadalajara, 1997, ISBN 978-84-87743-82-5.